# 有沢四十九郎
有沢 四十九郎（ありさわ しじゅうくろう、生没年未詳）は、日本の海軍軍人。「襟裳」、「敷島」の艦長を歴任した。最終階級は海軍大佐。

## 経歴
石川県出身。海軍兵学校29期卒業。同期に高橋三吉、藤田尚徳、米内光政各大将など。1901年12月14日、少尉候補生。1903年1月23日、少尉昇進。1904年7月13日に中尉に昇進する。1905年8月5日、大尉に昇進し、出雲の分隊長となる。1908年9月25日、鈴谷の航海長となり、10月16日からは隊長を兼任する。見島航海長となり、1910年5月23日から、出雲航海長心得となる。1911年12月1日、少佐となり、「出雲」航海長。116年12月1日、中佐昇進、戦艦「比叡」航海長。1916年12月1日、戦艦「扶桑」航海長。1917年12月1日から海軍大学校副官。1919年12月1日、戦艦「日向」副長。1920年12月1日、大佐に昇進し、給油艦「襟裳」艤装員長。その後、1921年11月10日まで「襟裳」艦長。同年11月20日、戦艦「敷島」艦長となったのち、1923年4月1日に予備役となる。

## 栄典
位階
- 1905年（明治38年）9月12日 - 正七位[2]

勲章等
- 1906年（明治39年）4月1日 - 功五級金鵄勲章・勲五等双光旭日章・明治三十七八年従軍記章[3]
- 1920年（大正9年）11月1日 - 旭日中綬章・大正三年乃至九年戦役従軍記章[4]
- 1918年（大正7年）5月25日 - 勲三等瑞宝章[5]

## 著書
- 『ばらの実生法』帝国ばら協会、1932年